# Чёрный ворон (песня)
«Чёрный ворон» — народная переработка стихотворения-песни «Под ракитою зелёной…», которое в свою очередь являлось переработкой стихотворения «Раненый Русский воин (Под зелёною ракитой…)» унтер-офицера Невского пехотного полка Николая Верёвкина, впервые опубликованного газетой «Русский инвалид» 8 сентября 1831 года. Стихотворение «ушло в народ» и бытовало в качестве песни в различных вариантах. Относится к жанру жестоких романсов. Песня считается казачьей и повествует о погибающем казаке, который просит ворона передать родным о своей гибели.
Генерал Пётр Краснов считал её песней донских казаков времён Кавказской войны 1817—1864 годов:

Во время тяжёлой борьбы с кавказскими горцами много было совершено подвигов донскими казаками. Очень часто им приходилось в одиночку обороняться от многочисленного и злобного неприятеля. Подвиги, совершённые донскими казаками во время этой шестидесятилетней войны, так многочисленны, что нет возможности перечислить их все. Много казаков полегло в горах и долинах Кавказа и над их никому не известными могилами нет ни креста, ни памятника. Погибшие в одиночку, без свидетелей, донцы умирали в горах, окружённые воронами да хищными орлами. Там зародилась и эта печальная песня казачья.

Песня «Чёрный ворон» прозвучала в фильме 1934 года «Чапаев» в аранжировке Гавриила Попова. Мелодия песни была лейтмотивом кинокартины, использовалась в увертюре и финальном марше.
Аллюзией на историческую картину стало неоднократное исполнение песни в современном художественном фильме «Особенности национальной охоты».
Песня встречается в художественном фильме «Орда», снятого российским режиссёром Андреем Прошкиным в 2012 году. В конце фильма два ордынца удаляясь в степи, напевают песню «Чёрный ворон» (кыпч. Кара кузгын) на кипчакском (вероятно, на современном карачаево-балкарском) языке. В американо-британском сериале 2019 года «Чернобыль» встречается эта песня, когда в четвёртой серии Павел и Бачо патрулируют зону для отстрела брошенных из-за радиоактивного загрязнения животных.
Егор Летов, в альбоме «Народоведение» проекта «Коммунизм» исполнял данную песню. На фоне идут крики и шумы, пока сам Егор исполняет песню.
Немецкий автор-исполнитель Герхард Шёне исполнил эту песню (в своём переводе, с четверостишием на русском) в альбоме «Alligatoren in der Kanalisation» (1997) .